# Pittsburghi Egyetem

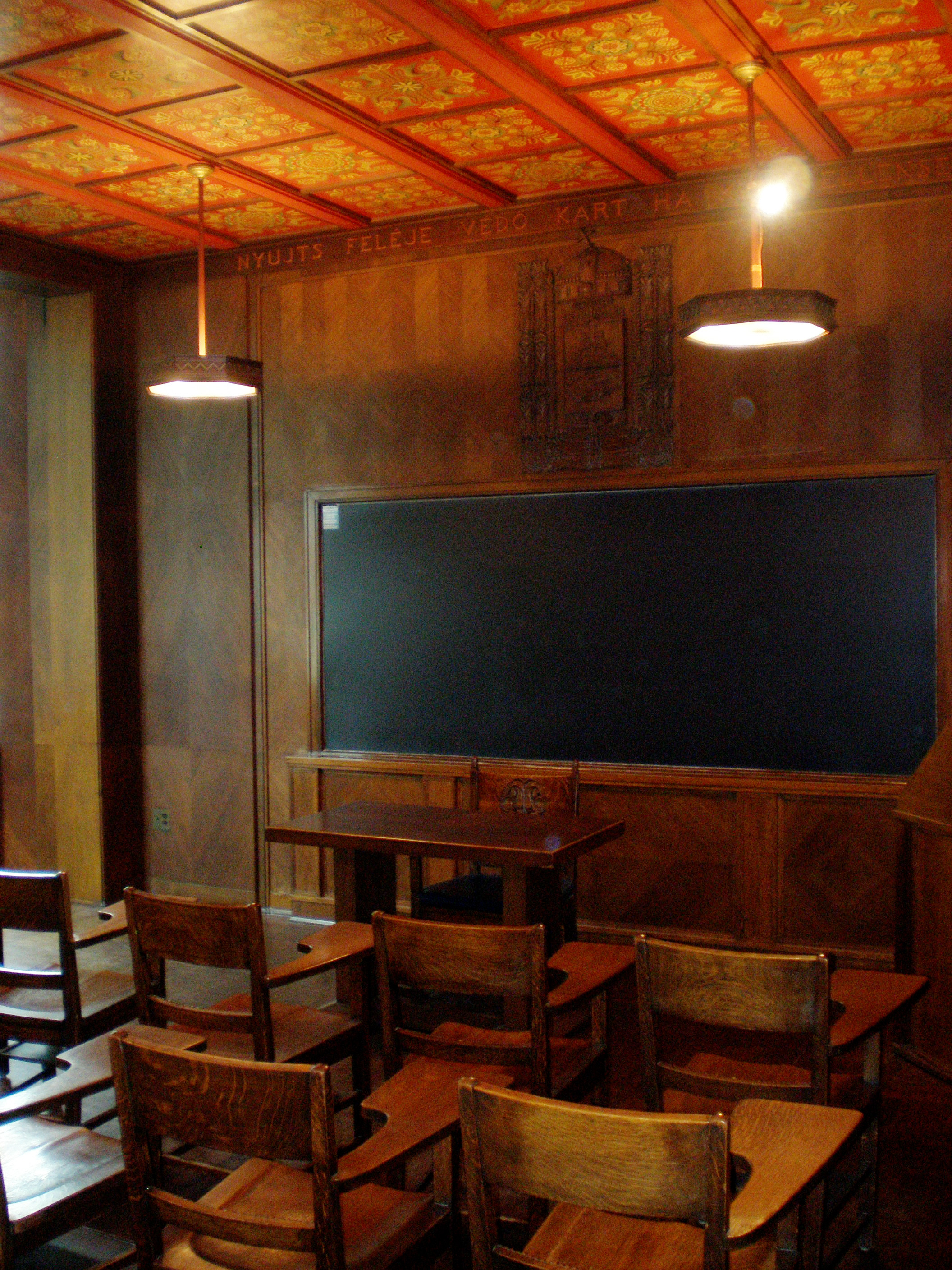
A Magyarország-szoba

A Pittsburghi Egyetem (University of Pittsburgh) egy amerikai Pittsburgh városában, Pennsylvania államban. 1787-ben alapították.